# Francis Kiernan
Francis Kiernan (Ierland, 2 oktober 1800 – Londen, 31 december 1874) was een Britse arts en anatoom van Ierse komaf. Hij verrichtte essentieel werk bij het in kaart brengen van de anatomie van de lever, dat hij middels microscopische preparaten tentoonstelde in zijn privé-museum.
Kiernan was thuis de oudste van vier kinderen. Zijn ouders verhuisden toen hij nog jong was met de hele familie naar Engeland.
Kiernan werd in 1825 verkozen tot lid van de Royal College of Surgeons of England.
Hij werd in 1834 Fellow of the Royal Society en won twee jaar later de Copley Medal voor zijn onderzoek naar de lever. Hij werkte als lector anatomie en fysiologie aan de Universiteit van Londen en nam daarin examens af.
In juli 1864 kreeg hij een beroerte die hem voor de rest van zijn leven deels verlamde. Onder meer zijn spraak herstelde niet meer volledig.
Kiernan stierf ongehuwd in zijn eigen huis. Hij ligt begraven in Mortlake.